# Aguri Suzuki F-1 Super Driving

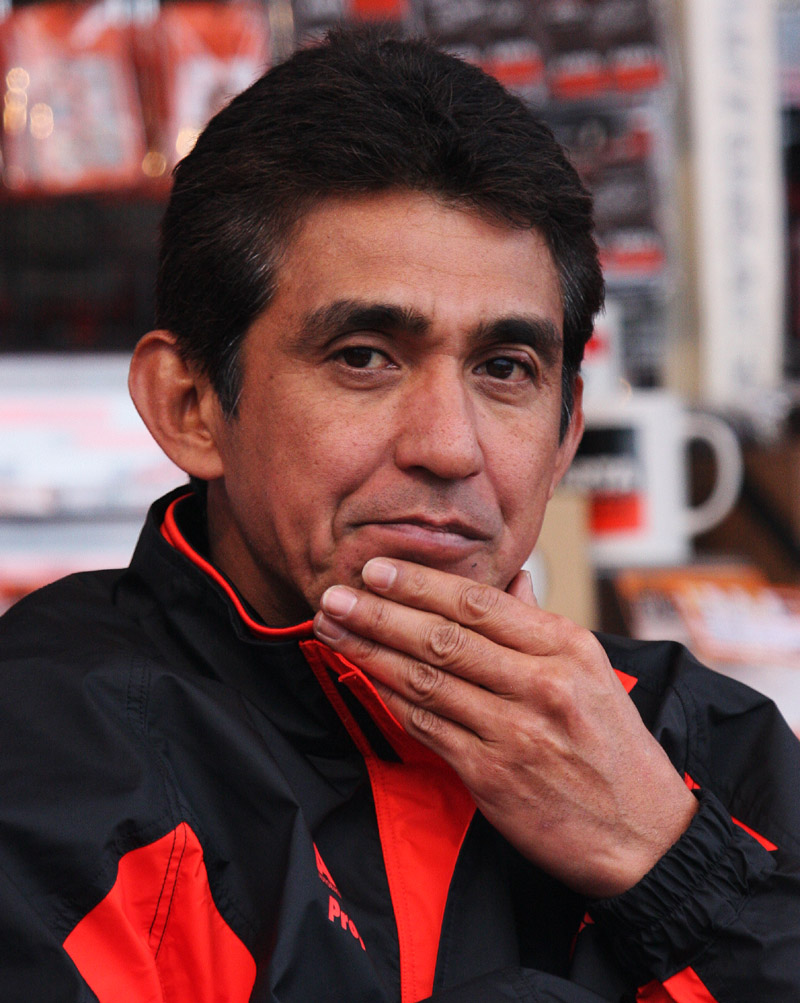
Aguri Suzuki en 2008.

Aguri Suzuki F-1 Super Driving (également connu sous le nom de Redline F-1 Racer en Amérique du Nord) est un jeu vidéo sorti en 1992 sur Super Nintendo. Il a ensuite été porté sur Game Boy en 1993. Cette simulation de Formule 1 propose au joueur de se mettre dans la peau d'Aguri Suzuki, un ancien pilote de Formule 1 jouissant d'une grande notoriété dans son pays d'origine, le Japon (qu'il peut renommer à sa guise). Le joueur roule par défaut à bord d'une Footwork Racing (ancienne écurie d'Aguri Suzuki), mais peut opter pour une monoplace aux couleurs de Ferrari ou Williams.
Le jeu reprend la saison 1992 du championnat du monde de Formule 1 et les seize Grands Prix qu'elle compte. On y retrouve en plus d'Aguri Suzuki quinze des pilotes ayant concouru cette année-là, ce qui quantitativement représente un record pour une simulation de Formule 1 sur une console 16 bits. Si les pilotes sont officiels, les écuries ne sont en revanche pas nommées (bien que reconnaissables à leurs couleurs), et pas nécessairement affectées aux pilotes conformément à la saison 1992.

## Pilotes présents
- Aguri Suzuki (dirigé par le joueur)
- Jean Alesi
- Nigel Mansell
- Gerhard Berger
- Mika Häkkinen
- Martin Brundle
- Érik Comas
- Bertrand Gachot
- Johnny Herbert
- Michele Alboreto
- Thierry Boutsen
- Ivan Capelli
- Stefano Modena
- Mauricio Gugelmin
- Jyrki Järvilehto
- Riccardo Patrese

## Critiques
Le magazine Player One lui attribue une note de 50/100 dans son numéro de juin 1992. Vivement critiqué, la rédaction reproche au jeu son manque de réalisme et sa trop grande facilité.